# Max Bielschowsky
Max Bielschowsky (ur. 19 lutego 1869 we Wrocławiu, zm. 15 sierpnia 1940 w Londynie) – niemiecki lekarz neurolog i neuropatolog.

## Życiorys
Max Bielschowsky urodził się 19 lutego 1869 we Wrocławiu, jako syn Eduarda Bielschowsky’ego młodszego (1840–1910) i Natalie z domu Lion (1839–1918). Firma jego ojca handlowała materiałami tekstylnymi. Max miał braci Emanuela (1872–1947) i Ernsta (1871–1899). Dalekim krewnym Maxa był okulista Alfred Bielschowsky (1871–1940). Innym kuzynem Maxa był Albert Bielschowsky, znawca dzieł Goethego i jego biograf.
Studiował na Śląskim Uniwersytecie Fryderyka Wilhelma w Breslau oraz Uniwersytecie Ludwika i Maksymiliana w Monachium, gdzie otrzymał tytuł doktora medycyny summa cum laude w 1893.
Od dzieciństwa interesował się mózgiem. Po zakończeniu studiów zaczął rozwijać swoje zainteresowania, najpierw razem z Ludwigiem Edingerem w Senckenberg Pathologisches Institut we Frankfurcie nad Menem. Kierujący w tym czasie instytutem Carl Weigert zainteresował Bielschowsky’ego technikami barwienia preparatów neuropatologicznych. Między 1896 a 1904 Bielschowsky był asystentem psychiatry Emanuela Mendla w jego berlińskim laboratorium. W tym czasie zaczął publikować pierwsze, wysoko ocenione prace naukowe. Należał do Berlińskiego Towarzystwa Psychiatrii i Chorób Nerwowych.
W 1904 Bielschowsky rozpoczął pracę razem z Oskarem Vogtem w Neurobiologisches Universitäts-Laboratorium w Berlinie, gdzie spędził kolejne 30 lat. Od 1925 działał w Instytucie Badań nad Mózgiem w Kaiser Wilhelm-Gesellschaft. W 1931 Instytut został przeniesiony do Berlina–Buch. W 1929 Bielschowsky świętował sześćdziesiąte urodziny – z tej okazji ukazał się specjalny zeszyt „Journal für Psychologie und Neurologie”, w którym znalazły się prace Spielmeyera, Vogta, Rosego, Popowa i innych. Bielschowsky obok pracy naukowej prowadził lukratywną praktykę i podobno był doskonałym diagnostą. Mieszkał i przyjmował pacjentów przy Kurfürstenstrasse 99a.
Z powodu nieporozumień z Vogtem Bielschowsky w 1933 zrezygnował z pracy w Instytucie. Przyjął najpierw ofertę laboratorium Wilhelmina Gasthuis w Amsterdamie, gdzie miał możliwość pracy z Bernardem Brouwerem; jednak już rok później rozpoczął pracę w laboratorium kliniki psychiatrycznej w Utrechcie, u Boekego i Baumanna, korzystając z grantu Fundacji Rockefellera. W 1935 roku przez krótki okres przebywał gościnnie w Instytucie Cajala w Madrycie. Powrócił do Berlina w 1936, jednak miał zakaz pracy. W czerwcu tego roku miał pierwszy udar mózgu, który przykuł go na trzy miesiące do łóżka.
Od 1932 był honorowym członkiem Amerykańskiego Towarzystwa Neurologicznego.
Tuż przed wybuchem wojny w 1939 Bielschowsky przeniósł się wraz z żoną Else z domu Schlesinger i synem Paulem do Londynu, gdzie podjął pracę w laboratorium doktora Greena w Sheffield. W 1940 roku przebył kolejny udar i po trzech dniach zmarł. Wspomnienia o nim napisali Julius Hallervorden, Berthold Ostertag i Fritz Heinrich Lewy. Został pochowany na cmentarzu żydowskim w Golders Green, nieopodal grobu przyjaciela, Paula Schustera. Jego najmłodszy syn Hans zmarł w 1944 roku, najstarszy syn Franz David, profesor w Szkole Medycznej Uniwersytetu w Otajo, zmarł 21 kwietnia 1965 roku w Nowej Zelandii. Żona Else zmarła 18 października 1947 roku w Londynie.

## Dorobek naukowy
W dorobku naukowym Bielschowsky’ego znajduje się ponad 180 prac z dziedziny neuropatologii. Zajmował się między innymi patologią stwardnienia guzowatego, ceroidolipofuscynozą (której postać niemowlęca określana jest niekiedy jako choroba Bielschowsky’ego lub choroba Jansky’ego-Bielschowsky’ego), chorobą Parkinsona, pląsawicą Huntingtona i dystrofią miotoniczną (razem z Maasem i Ostertagiem). Pisał rozdziały do podręczników; do podręcznika Lewandowskiego sporządził rozdział o półpaścu i o ogólnej neurohistologii i neuropatologii.
W 1886 roku wraz z Paulem Schusterem opisał zmiany histopatologiczne w stwardnieniu rozsianym. Pionierskie prace Bielschowsky’ego nad metodami barwienia skrawków histologicznych doprowadziły do opracowania nowej metody srebrzenia włókien nerwowych, która zastąpiła historyczną metodę Cajala i określana jest do dziś jako metoda Bielschowsky’ego. Pod tą samą nazwą znane są jeszcze co najmniej dwie opracowane przez Bielschowsky’ego techniki: metoda barwienia czerwienią Kongo uwidaczniająca płytki amyloidowe, i metoda srebrzenia, również znajdująca zastosowanie w uwidacznianiu płytek. Metoda Bielschowsky’ego-Hirana to również metoda srebrzenia, zmodyfikowana przez Asao Hirano. W 1924 Bielschowsky i Stanley Cobb opracowali metodę barwienia przyżyciowego. W 1927 Bielschowsky i Rose przedstawili metodę wybiórczego barwienia V i VI warstwy kory mózgowej przy użyciu indofenolu.
Od 1901 zajmował się zagadnieniem guzów mózgu, publikując na ten temat razem z Simonsem, Richardem Hennebergiem, Ungerem i Valentinem.
Badał cytoarchitektonikę kory i prążkowia, najpierw z Korbinianem Brodmannem, potem z Maksymilianem Rosem.

## Wybrane prace
- Ueber einen Fall von Perityphlitis suppurativa mit Ausgang in Septico-Pyaemie. Muenchen kgl. Hof- u. Univ.-Buchdr. v. Dr. C. Wolf & Sohn 1893
- Ein Fall von Morvan'scher Krankheit. Neurologisches Centralblatt 15, ss. 450–454 (1896)
- Ein Fall von Worttaubheit nach Basisfractur. Neurologisches Centralblatt 17, ss. 729–734 (1898)
- Martin Bloch, Max Bielschowsky: Ein Fall von Worttaubheit nach Basisfraktur. Neurologisches Centralblatt 17, 729–734, 1898
- Myelitis und Sehnerventzündung. S. Karger, Berlin 1901 92 pp.
- Zur Histologie und Pathologie der Gehirngeschwülste[21]. (1901)
- Zur Histologie der Compressions-veränderungen des Rückenmarks bei Wirbelgeschwülsten. Neurologisches Centralblatt 20, 5, 217–221, 6, 242–255, 1901
- Die Silberimprägnation der Achsencylinder. Neurologisches Centralblatt 21, 579–84 22: 997–1006, 1902/1903
- Zur Histologie der multiplen Sklerose; Untersuchungs-ergebnisse neuer Methoden. Neurologisches Centralblatt 22, ss. 770–777, 1903
- Bielschowsky M, Pollack B. Zur Kenntnis der Innervation des Siugethierauges. Neurologisches Centralblatt 23, 387 (1904)
- Bielschowsky M, Brodmann K. Zur feineren Histologie und Histopathologie der Grosshirnrinde. Journal für Psychologie und Neurologie 5, ss. 173-200, 12 pl. (1905)
- Bielschowsky M, Brodmann K. Zur feineren Histologie und Histopathologie der Grosshirnrinde mit besonderer Berücksichtigung der Dementia paralytica, Dementia senilis und Idiotie. „Journal für Psychologie und Neurologie” 5 (1908)
- Über die nervösen Endorgane im häutigen Labyrinth der Säugetiere[22]. (1907)
- Allgemeine Histologie und Histopathologie des Nervensystems. W: Max Lewandowsky (Hrsg.), Handbuch der Neurologie. Tom 1, Berlin 1910
- Herpes Zoster. W: Max Lewandowsky (red.): Handbuch der Neurologie. Vol. 5, Berlin 1910
- Über das System der Neurome und Beobachtungen an einem Ganglioneurom des Gehirns (nebst Untersuchungen über die Genese der Nervenfasern in „Neurinomen”)[23]. 1911
- Max Bielschowsky, Gallus. Ueber tuberoese Sklerose. Journal für Psychologie und Neurologie 20, 1, 1913
- Über spätinfantile familiäre amaurotische Idiotie mit Kleinhirnsymptomen. Deutsche Zeitschrift für Nervenheilkunde 50, 7–29 (1914)
- Über Tuberöse Sklerose und ihre Beziehungen zur Recklinghausenschen Krankheit[24]. (1914)
- Ueber Hemiplegie bei intakter Pyramidenbahn : ein Beitrag zur Kenntnis des Schichtungsplanes der Grosshirnrinde. Journal für Psychologie und Neurologie 22, 1916
- Bielschowsky M, Freund CS. Ueber Veränderungen des Striatums bei tuberöser Sklerose und deren Beziehungen zu den Befunden bei anderen Erkrankungen dieses Hirnteils. Journal für Neurologie and Psychologie 24, ss. 20-47, 1918
- Nervengewebe, Morphologie der Ganglienzelle.
- Zentrale Nervenfazern
- Stanley Cobb, Max Bielschowsky. A method for intra-vital staining with silver ammonium oxide solution. Journal für Psychologie und Neurologie 31, 301–304 (1925)
- Bielschowsky M, Rose M. Die Bedeutung des Nachweises oxydierender und reduzierender Gewebefermente für Lokalisationsfragen des Gehirns. Journal fuer Psychologie und Neurologie 39, s. 73–83 (1927)
- Übersicht über den gegenwärtigen Stand der Neuronenlehre und die gegen sie erhobenen Einwände W: Handbuch der mikroskopischen Anatomie der Menschen Tom 4, Berlin 1928
- Über Bau und Histogenese der zentralen Ganglioglioneurome[25] (1928)
- Bielschowsky M, Rose M. Kora pachy- i mikrogyralna i jej stosunek do pewnych części prawidłowego allocortex. W: Księga jubileuszowa Edwarda Flataua. Warszawa 1929 s. 35–42
- Neue Silberimprägnationsversuche zur Darstellung der Neuroglia und deren Ergebnisse[26]. 1931
- Rückenmarksbefunde bei „geheilter” Myelose[27]. (1935)
- Zur Kenntnis des Friedreich-Komplexes[28]. (1934)